# Gustavo Huerta
Gustavo Ernesto Huerta Araya (Ovalle, Chile; 15 de octubre de 1957) es un exfutbolista y entrenador de fútbol chileno. Ha dirigido a Deportes La Serena, Cobresal, Cobreloa, Santiago Wanderers, Coquimbo Unido, Universidad de Chile, CDA y, en Bolivia, al club Bolívar. Formó parte de la dirección técnica de la selección de Chile en la Copa América 1997 disputada en Bolivia y en la  Copa Mundial de Francia en 1998. Además es el padre del periodista deportivo del mismo nombre.
Por otro lado, Gustavo Huerta es el Director Técnico que más tiempo ha permanecido en su cargo en la Primera división de Chile, con casi 7 años al mando de Cobresal.

## Selección nacional
Ha sido internacional con la Selección de fútbol de Chile, jugó 1 partido internacional en 1987 en Brasil con la selección local.

### Como entrenador
- Selección de fútbol de Chile: Asistente de Nelson Acosta en la Copa América de 1997 y Copa Mundial de Francia en 1998.

#### Partidos internacionales
| 1     | 9 de diciembre de 1987 | Estadio Municipal Parque do Sabiá, Uberlândia, Brasil | Brasil     | 2-1 | Chile |   |  | Manuel Rodríguez Araneda | Amistoso |
| Total | Total                  | Total                                                 | Presencias | 1   | Goles | 0 |  |                          |          |

| Selección chilena | Selección chilena | Selección chilena |
| Año               | Partidos          | Goles             |
| ----------------- | ----------------- | ----------------- |
| 1987              | 1                 | 0                 |
| Total             | 1                 | 0                 |

## Clubes

### Como jugador
| Club                 | País  | Año       |
| -------------------- | ----- | --------- |
| Deportes Ovalle      | Chile | 1976      |
| Ferroviarios         | Chile | 1977-1981 |
| Deportes Antofagasta | Chile | 1982      |
| Cobresal             | Chile | 1983-1990 |

### Como entrenador
| Club                 | País    | Año       | P    | PG  | PE  | PP  | Rendimiento |
| -------------------- | ------- | --------- | ---- | --- | --- | --- | ----------- |
| Cobresal             | Chile   | 1991-1992 | 85   | 26  | 26  | 33  | 40.79%      |
| Deportes Ovalle      | Chile   | 1993-1995 | 110  | 46  | 34  | 30  | 52.12%      |
| Deportes La Serena   | Chile   | 1996-1999 | 119  | 48  | 29  | 42  | 48.46%      |
| Cobresal             | Chile   | 2003      | 26   | 10  | 5   | 11  | 44.87%      |
| Bolívar              | Bolivia | 2003-2004 | 37   | 21  | 5   | 11  | 61.26%      |
| Cobresal             | Chile   | 2004-2005 | 64   | 28  | 15  | 21  | 51.56%      |
| Universidad de Chile | Chile   | 2006      | 45   | 22  | 9   | 14  | 55.56%      |
| Cobreloa             | Chile   | 2007      | 45   | 19  | 14  | 12  | 52.59%      |
| Santiago Wanderers   | Chile   | 2008      | 19   | 6   | 4   | 9   | 38.6%       |
| Coquimbo Unido       | Chile   | 2009      | 17   | 6   | 7   | 4   | 49.02%      |
| Deportes Iquique     | Chile   | 2009-2010 | 26   | 7   | 8   | 11  | 37.18%      |
| Deportes Antofagasta | Chile   | 2011-2014 | 127  | 49  | 30  | 48  | 46.45%      |
| Deportes Santa Cruz  | Chile   | 2015-2016 | 54   | 27  | 14  | 13  | 58.64%      |
| Cobresal             | Chile   | 2017-Act. | 286  | 115 | 67  | 104 | 48.02%      |
| Total                | Total   | Total     | 1060 | 430 | 267 | 363 | 48.97%      |

#### Resumen estadístico
| Competición                 | Partidos | Ganados | Empatados | Perdidos | %      |
| --------------------------- | -------- | ------- | --------- | -------- | ------ |
| Primera División de Chile   | 596      | 220     | 151       | 225      | 45.36% |
| Primera B de Chile          | 218      | 103     | 49        | 66       | 54.74% |
| Segunda División de Chile   | 54       | 27      | 14        | 13       | 58.64% |
| Tercera División de Chile   | 34       | 19      | 12        | 3        | 67.64% |
| Copa Chile                  | 110      | 40      | 33        | 37       | 46.36% |
| Primera División de Bolivia | 31       | 18      | 5         | 8        | 63.44% |
| Copa Libertadores           | 14       | 3       | 2         | 9        | 26.19% |
| Copa Sudamericana           | 3        | 0       | 1         | 2        | 11.11% |
| TOTAL                       | 1060     | 430     | 267       | 363      | 48.97% |

## Palmarés

### Como jugador

#### Campeonatos nacionales
| Título           | Club     | País  | Año  |
| ---------------- | -------- | ----- | ---- |
| Segunda División | Cobresal | Chile | 1983 |
| Copa Chile       | Cobresal | Chile | 1987 |

### Como entrenador

#### Campeonatos nacionales
| Título           | Club                 | País  | Año  |
| ---------------- | -------------------- | ----- | ---- |
| Tercera División | Deportes Ovalle      | Chile | 1993 |
| Primera B        | Deportes La Serena   | Chile | 1996 |
| Primera B        | Deportes Antofagasta | Chile | 2011 |

### Distinciones individuales
| Distinción                                            | Año  |
| ----------------------------------------------------- | ---- |
| Mejor entrenador Fútbol chileno en la Gala Crack Easy | 2023 |